# Gisbert von Bonin
Gisbert von Bonin, auch Gisbert von Bonin-Brettin, (* 6. Mai 1841 in Altenplathow,  Kreis Jerichow II; † 14. März 1913 in Berlin) war ein deutscher Rittergutsbesitzer und Verwaltungsjurist. Im Herzogtum Sachsen-Coburg und Gotha war er Staatsminister.

## Leben
Er entstammte dem alten hinterpommerschen Adelsgeschlecht von Bonin und war der Sohn des preußischen Finanzministers und Oberpräsidenten Gustav von Bonin und der Maria geb. Keller (1814–1849). Bonin heiratete er am 22. April 1872 in Godesberg die verwitwete Maria von der Heydt, geborene Freiin von Hurter (* 7. November 1839 in Elberfeld; † 18. August 1912 auf Gut Brettin, Landkreis Jerichow), die Tochter des königlich preußischen Justizrats Reinhold Freiherr von Hurter und der Maria Therese von Hurter geb. Sausset. Seine Töchter waren die Schriftstellerin Maria von Gneisenau, die Malerin Edith von Bonin und die Juristin Elsa von Bonin. Nach seinem ererbten Gut nannte er sich auch Gisbert von Bonin-Brettin.
Bonin besuchte als Zögling die Ritterakademie Brandenburg und dann das Gymnasium Stendal. Er studierte an der Königlichen Universität zu Greifswald, der Ruprecht-Karls-Universität Heidelberg und der Friedrich-Wilhelms-Universität zu Berlin Rechtswissenschaft und Kameralistik. Er wurde Mitglied der Corps Guestfalia Greifswald (1862) und Guestphalia Heidelberg (1862) sowie Corpsschleifenträger der Guestphalia Halle (1867). An der Friedrichs-Universität Halle wurde er 1865 zum Dr. iur. promoviert. Seit 1869 Regierungsassessor, nahm er eine Tätigkeit bei der preußischen Eisenbahnverwaltung auf. 1876–1880 war er Landrat im Kreis Grevenbroich, ab 1880 Landrat im Kreis Düsseldorf. Er wechselte 1881 an das Finanzministerium und wurde dort ein Jahr später zum Geheimen Finanzrat und Vortragenden Rat ernannt. Von März 1888 bis November 1891 war er dirigierender Staatsminister des Herzogtums Sachsen-Coburg und Gotha und Bevollmächtigter beim Bundesrat. Im Jahr 1891 trat er als Wirkl. Geh. Rat in den Ruhestand; er vertrat jedoch im Bundesrat auch weiterhin die Herzogtümer. Während jener Zeit bewohnte er das Winterpalais (Gotha). Von 1902 bis zu seinem Tod war er auf Präsentation des Verbandes des Geschlechts von Bonin Mitglied des Preußischen Herrenhauses. Er war Kurator der König-Wilhelm- und Kaiserin-Augusta-Stiftung und Rechtsritter des Johanniterordens.